# Liste der Mitglieder des liechtensteinischen Landtags (1869)
Diese Liste führt die Mitglieder des Landtags des Fürstentums Liechtenstein auf, der aus den Landtagswahlen des Jahres 1869 hervorging. Die vom Volk am 18. und 19. April 1869 gewählten Wahlmänner trafen sich am 29. April 1869 im Saal des Schlosses in Vaduz. Turnusgemäß wurden bei dieser Wahl nur die sechs Abgeordneten neu gewählt, die bereits Ende 1862 gewählt worden waren. Die 1866 gewählten Abgeordneten wurden erst drei Jahre später neu gewählt.
Jeder Wahlberechtigte wählte in seiner Gemeinde Wahlmänner, die sich dann in Vaduz trafen, um dort die Abgeordneten zu wählen. Um in den Landtag gewählt zu werden, benötigte man in den ersten beiden Wahlgängen die absolute Mehrheit aller Wahlmänner. Konnten bis dahin immer noch nicht genügend Abgeordnete gewählt werden, reichte im dritten Wahlgang die relative Mehrheit. Anschließend wurden noch nach dem gleichen Verfahren die Stellvertreter gewählt.

## Anzahl der Wahlmänner
Die Wahl der Wahlmänner fand zwischen dem am 18. und 19. April 1869 in den Schulhäusern jeder Gemeinde statt. Es herrschte Wahlpflicht; die Nichtteilnahme wurde mit einer Geldbusse geahndet. Wahlberechtigt waren alle Männer ab 24 Jahren, die einer Arbeit nachgingen, wobei sie in keinem Gesindeverhältnis stehen durften. Ausgeschlossen waren diejenigen, die Armenunterstützung bezogen, vor Gericht angeklagt oder schuldig gesprochen oder nur aus Mangel an Beweisen freigesprochen worden waren. Dafür war das Wahlrecht nicht an das Vermögen oder das Steueraufkommen eines Wählers geknüpft und jede Stimme zählte gleich viel.
Die Anzahl der Wahlmänner, die eine Gemeinde stellte, richtete sich nach der Anzahl der Einwohner der Gemeinde. Für 100 Einwohner stellte sie zwei Wahlmänner, wobei die Einwohnerzahl auf volle 100 kaufmännisch gerundet wurde. Für die Landtagswahl 1869 stellten die elf Gemeinden folgende Wahlmänner.
| Gemeinde     | Wahlmänner |
| ------------ | ---------- |
| Balzers      | 20         |
| Eschen       | 18         |
| Gamprin      | 6          |
| Mauren       | 20         |
| Planken      | 2          |
| Ruggell      | 12         |
| Schaan       | 20         |
| Schellenberg | 6          |
| Triesen      | 18         |
| Triesenberg  | 20         |
| Vaduz        | 16         |
| Gesamt       | 158        |

## Liste der Mitglieder
Die Wahlmänner trafen sich am 29. April 1869 im Saal des Schlosses in Vaduz, um den Landtag von Liechtenstein zu wählen. Von 158 Wahlmännern waren 152 anwesend. Die jetzt ausscheidenden sechs Abgeordneten konnten sich durchaus nochmal zur Wahl stellen, einige taten dies auch. In den ersten beiden Wahlgängen war die absolute Mehrheit nötig, im dritten reichte die relative. Nach der Wahl der Abgeordneten wurden deren Stellvertreter nach dem gleichen Prinzip gewählt. Am 24. Mai 1869 wurden schließlich zwei weitere Abgeordnete vom Landesfürsten ernannt.
| Name                      | Bemerkungen                                                |
| ------------------------- | ---------------------------------------------------------- |
| Johann Baptist Beck       | 1866 gewählt                                               |
| Josef Erni                | 1866 gewählt                                               |
| Markus Kessler            | Erster Wahlgang                                            |
| Franz Josef Kind          | Dritter Wahlgang                                           |
| Johann Georg Marxer       | Dritter Wahlgang                                           |
| Johann Georg Matt         | Ernannt                                                    |
| Baptist Quaderer          | 1866 gewählt                                               |
| Karl Schädler             | Zweiter Wahlgang, legte sein Mandat am 27. Mai 1871 nieder |
| Johann Josef Schaffhauser | rückte für K. Schädler nach                                |
| Alois Schlegel            | 1866 gewählt                                               |
| Johann A. Schlegel        | Dritter Wahlgang                                           |
| Karl Wilhelm Schlegel     | Ernannt                                                    |
| Ferdinand Walser          | Zweiter Wahlgang                                           |
| Josef Walser              | Ernannt                                                    |
| Christoph Wanger          | 1866 gewählt                                               |
| Franz Wolfinger           | 1866 gewählt                                               |

## Liste der Stellvertreter
Nach den Abgeordneten wurden deren Stellvertreter gewählt. Ebenfalls wurde hier in den ersten zwei Wahlgängen eine absolute Mehrheit und im dritten Wahlgang eine relative Mehrheit benötigt. Insgesamt wurden fünf Stellvertreter gewählt, von denen einer, Johann Josef Schafhauser, am 27. Mai 1871 für Karl Schädler nachrückte.
| Name                      | Bemerkungen                                  |
| ------------------------- | -------------------------------------------- |
| Josef Bargetze            | Erster Wahlgang                              |
| Johann Frick              | Erster Wahlgang                              |
| Martin Oehri              | Zweiter Wahlgang                             |
| Stefan Risch              | Zweiter Wahlgang                             |
| Johann Josef Schaffhauser | Erster Wahlgang, rückte für K. Schädler nach |